# Universidad de Liubliana
La Universidad de Liubliana (en esloveno Univerza v Ljubljani) es la mayor y más antigua universidad eslovena. Tiene 22 facultades, 3 academias de arte y un colegio universitario. Dispone de 3500 empleados, entre personal docente e investigadores, y de 900 técnicos y asistentes del personal administrativo.
La universidad fue fundada en 1919. Durante más de medio siglo fue la única universidad eslovena, hasta que en los años 1980 abrió sus puertas la Universidad de Maribor, y en 2003 la Universidad de Primorska, en Koper.

## Historia
Durante la segunda mitad del siglo XIX se hicieron cada vez más fuertes las voces a favor de la fundación de una universidad que enseñase en esloveno en Liubliana. Por esta época, numerosos académicos eslovenos de renombre trabajaban en Europa central. Los estudiantes eslovenos hacían sus carreras en otras lenguas en otras ciudades del Imperio austrohúngaro, como Zagreb o Viena .
No fue hasta la caída del imperio que la universidad pudo ser fundada, coincidiendo con el establecimiento del Estado de los eslovenos, croatas y serbios en 1918. El mismo año comenzaron las planificaciones y la universidad fue finalmente establecida en 1919.
En 1919, la universidad poseía cinco facultades: Derecho, Filosofía, Tecnología, Teología y Medicina. La sede principal se situó sobre la Plaza del Congreso en un edificio utilizado de 1902 a 1918 por el gobierno imperial. El conjunto había sido construido en 1902 por Jan Vladimir Hrásky y fue terminado en 1919 por el checo Josip Hudetz.
En los años 1920, fue renombrada Universitas Alexandrina Labacensis ("Universidad Rey Alejandro en Liubliana"). En 1941, la biblioteca nacional y universitaria fue terminada. Después de la invasión de Yugoslavia en abril de 1941 durante la Segunda Guerra Mundial, la universidad fue administrada por la fuerza de ocupación italo-alemanas. Algunos profesores fueron arrestados y deportados a campos.[cita requerida]
Después de la creación de la República de Yugoslavia en 1945, la universidad y sus profesores sufrieron numerosas presiones provenientes del gobierno en el poder.[cita requerida] La facultad de teología, por ejemplo, fue excluida de la universidad. Una partida de estudiantes dejaron el país en esta época. 
En 1979, fue renombrada "Universidad Edvard Kardelj de Liubliana" en honor a un líder comunista. En 1990, retomó su nombre inicial como consecuencia de la caída del gobierno socialista de Yugoslavia.

## Algunos ilustres maestros
- Jože Plečnik, Arquitectura
- Franc Rodé, Teología
- Milan Vidmar, Ingeniería eléctrica
- Slavoj Žižek, Filosofía

## Antiguos célebres alumnos
- Vladimir Bartol, escritor.
- Janez Drnovšek, presidente de Eslovenia.
- Janez Janša, presidente del gobierno.
- Srečko Kosovel, poeta.
- Janez Potočnik, comisario europeo.
- Slavoj Žižek, filósofo.